# 海地角區
海地角區，是海地的區，位於該國北部，由北部省負責管轄，面積245.8平方公里，海拔高度23米，2015年該區人口356,908，人口密度為每平方公里1,452人。